# 鹿児島県立山川高等学校
鹿児島県立山川高等学校（かごしまけんりつ やまがわこうとうがっこう）は、鹿児島県指宿市山川成川にある県立の高等学校。

## 設置学科
- 園芸工学・農業経済科
- 生活情報科（2年次よりコースに分かれる。コースはビジネス情報コース、ライフデザインコースの二つ。）
- 園芸工学科（2008年閉科）
- 農業経済科（2008年閉科）

## 沿革
- 1948年 鹿児島県山川高等学校が設置認可（山川町立）
- 1961年 県立移管、鹿児島県立山川高等学校と改称

## 所在地
- 鹿児島県指宿市山川成川3323番地